# Silver Lake (Oregón)
Silver Lake es un lugar designado por el censo ubicado en el condado de Lake en el estado estadounidense de Oregón. En el año 2010 tenía una población de 149 habitantes.

## Geografía
Silver Lake se encuentra ubicado en las coordenadas 43°7′41″N 121°27′0″O / 43.12806, -121.45000.